# Єгоров Петро Володимирович
Єгоров Петро Володимирович (6 вересня 1953) — український педагог, Відмінник освіти України (2000). Заслужений працівник освіти України (2007). Економіст-кібернетик. Доктор економічних наук (1996), професор (2000). Академік Академії економічних наук України (1999).

## Життєпис
Народився 6 вересня 1953 року в м. Макіївка Донецької області. Закінчив Донецький державний університет (1975).
Інженер Міськсистемотехніки (1977–1979), ст. інженер ВІДІ вибухозахисного електрообладнання (1979–1980). Асистент (1980), доцент (1984), професор (1997) кафедри економічної кібернетики, декан обліково-фінансового факультету (з 1998 року), завідувач кафедрою фінансів і банківської справи (з 1998 року) Донецького національного університету.
Керуючи факультетом і кафедрою, багато зробив для підготовки спеціалістів обліково-фінансового напрямку, вдосконалення науково-педагогічної майстерності професорсько-викладацького персоналу.

## Науковий доробок
Досліджує вдосконалення управління виробництвом, формування механізму організаційних структур управління. Розробив науково-практичні рекомендації з адаптації оргструктур управління виробництвом, які отримали позитивну оцінку й втілені в практику ВАТ «Азовсталь», ВО «Макіїввугілля».
Автор понад 130 наукових і науково-методичних робіт, в тому числі 10 монографій, зокрема:
- «Организационные механизмы управления производством» (1995);
- «Стратегическое планирование и проблемы управляемости производственно-экономических систем» (1997);
- «Активні методи», навчальний посібник (2000);
- «Економічна кібернетика», навчальний посібник (2003);
- «Управління банківською справою», навчальний посібник (2004);
- «Стратегічний моніторинг», монографія (2004).
- «Управління іноземними інвестиціями», монографія (2005).